# Assedio di Landau (1702)
L'assedio di Landau ebbe luogo nel corso della guerra di successione spagnola: iniziò il 16 giugno 1702, allorché le truppe imperiali, guidate dal margravio Luigi Guglielmo di Baden-Baden posero l'assedio alla fortezza della città di Landau tenuta dal Regno di Francia. I difensori francesi guidati da Ezéchiel du Mas, conte de Mélac resistettero vigorosamente ma vennero infine costretti ad arrendersi dopo tre mesi di scontri.
Le prime azioni militari della guerra si focalizzarono nell'Italia del nord nel 1701, ma l'attività militare da campagna ebbe inizio proprio nel Palatinato l'anno successivo ed il primo assedio fu proprio quello di Landau. Luigi Guglielmo di Baden-Baden attraversò il Reno a Spira e si mosse poi a sud per investire Landau. Non volendo arrecare danni alle proprie forze in maniera eccessiva per una città di confine, Nicolas Catinat coi suoi uomini osservarono da debita distanza le difese di Landau ridotte metodicamente dall'artiglieria d'assedio e dagli attacchi della fanteria. Dopo aver perso posizioni chiave difensive, il conte di Mélac e la sua guarnigione vennero costretti a capitolare. In quello stesso periodo, l'Elettorato di Baviera divenne alleato della Francia, sbilanciando le potenze e costringendo Luigi di Baden a ritirarsi. Lo scontro successivo fu quello della Battaglia di Friedlingen il 14 ottobre 1702.

## Antefatti
Un tempo Città imperiale, Landau era stata concessa al Regno di Francia col Trattato di Vestfalia del 1648. Sotto la direzione del geniere militare francese Sébastien Le Prestre de Vauban, le fortificazioni della città vennero completamente ricostruite a partire dalla primavera del 1688 e le operazioni continuarono per i tre anni successivi. Nel 1689 un incendio distrusse i tre quarti della città, permettendo così ai francesi di ridisegnare le strade sotto la direzione di un altro ufficiale geniere, Jacques Tarade. Nel 1700 Tarade aggiunse delle fortificazioni a mo' di stella su una collina a nord-ovest della città come protezione ulteriore. Il fiume Queich divideva Landau a nord e a sud dal resto del territorio. La fortezza con otto lati era protetta da un bastione con fossato. Un intelligente sistema di chiuse permetteva ai difensori il controllo delle acque, rendendo quasi impossibile l'assalto su tre quarti della fortezza.
I primi combattimenti della Guerra di successione spagnola iniziarono in Italia dove il principe Eugenio di Savoia con le armate imperiali impegnò il grosso dell'esercito francese capeggiato dal maresciallo Nicolas Catinat nel 1701. Un battuto Catinat venne presto trasferito in Alsazia. Il 7 settembre 1701 la Grande Alleanza venne costituita per fermare le aggressioni del Regno di Francia. Questa alleanza comprendeva il Sacro Romano Impero, il Regno d'Inghilterra, la Repubblica delle Sette Province Unite, il Margraviato di Brandeburgo, l'Elettorato Palatino e gran parte degli stati tedeschi. Alleati della Francia erano il Ducato di Savoia, l'Elettorato di Colonia ed il Ducato di Mantova.
All'inizio del 1702, Luigi Guglielmo di Baden-Baden ottenne il comando delle truppe delle province imperiali di Svevia, Franconia, Alto Reno e Vestfalia oltre a quelle dell'Elettorato Palatino. Nell'aprile Luigi attraversò la riva sinistra del Reno presso Spira e poi si rivolse a sud. Le armate imperiali occuparono Wissembourg e Lauterbourg prima di marciare su Landau. L'esercito palatino si accampò a Lustadt mentre 2 000 uomini al comando del conte Leiningen presero Germersheim. Il conte Friesen si stazionò a Rastatt sulla riva destra del fiume; il 22 aprile attraversò il fiume e si unì alle armate del margravio di Baden. Il 24 aprile, Luigi perlustrò la fortezza ed iniziò a costruire un campo a Langenkandel per la sua armata. Queste attività precedettero la dichiarazione di guerra che venne inviata il 15 maggio. Di fatto il Sacro Romano Impero non entrò ufficialmente in guerra sino al 6 ottobre di quello stesso anno. Luigi di Baden venne nominato comandante di tutte le truppe dell'area del Reno il 18 giugno.

## Le forze in campo
Le forze imperiali di Luigi di Baden era composte da 25 900 fanti e 10 920 cavalieri organizzati in 41 battaglioni e 71 squadroni. Il grosso dell'esercito, era composto da 8 400 fanti e 8 000 cavalieri. La cavalleria comprendeva sei squadroni con reggimenti di corazzieri provenienti dai reggimenti Castell, Cusani, Darmstadt, Gronsfeld, Hohenzollern, Hannover e Zante e dragoni del reggimento Styrum. La fanteria includeva quattro battaglioni del Marsigli, due battaglioni del Thüngen ed uno del Baden, del Bayreuth, del Fürstenberg, dell'Osnabrück e del Salm. Il Palatinato contribuì col secondo contingente composto da 4 800 fanti e 800 cavalieri. Questi soldati erano organizzati in tre squadroni con dragoni del reggimento Vehlen e corazzieri del reggimento Hofkirchen, un battaglione dell'Anspach e due dai Iselbach, Lübeck  e Sassonia-Meiningen.

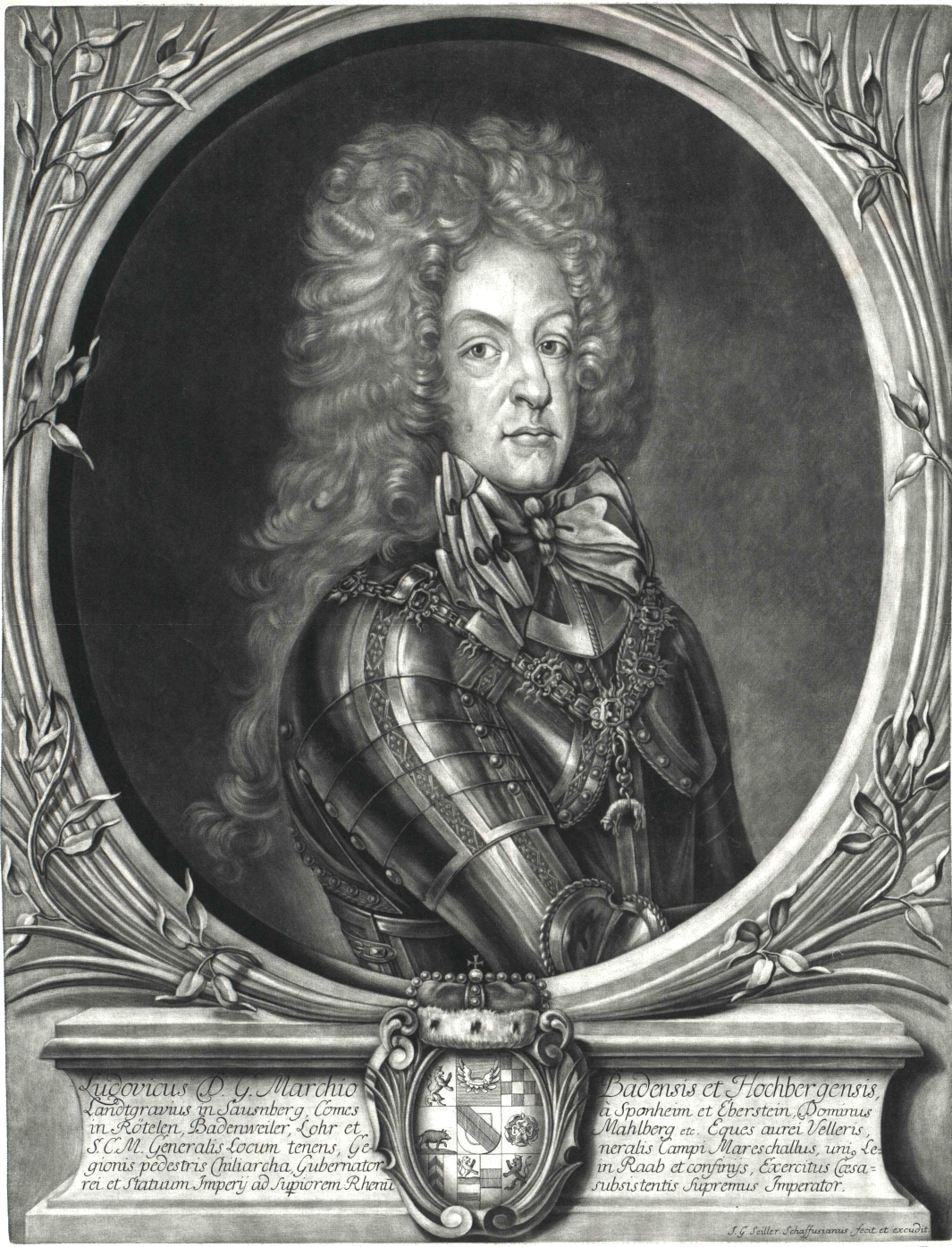
Il margravio Luigi di Baden

Il contingente proveniente da Würzburg ammontava a 3 000 fanti e 800 cavalieri ed includeva quattro squadroni del reggimento di dragoni Schad, tre battaglioni di fanteria del reggimento Bibra e due dal Fuchs. Le forze della Svevia comprendevano 3 500 fanti e 240 cavalieri, oltre a due squadroni del reggimento dragoni Württemberg e uno dai reggimenti di fanteria Baden-Baden, Baden-Durlach, Fürstenberg-Möskirch, Fürstenberg-Stühling e Reischach. La provincia dell'Alto Reno aveva contribuito con 2 400 fanti e 360 cavalieri oltre a tre squadroni del reggimento dragoni Darmstadt e due battaglioni dei reggimenti di fanteria Buttlar e Nassau-Weilburg. L'Elettorato di Magonza diede forze per 2 400 fanti e 360 cavalieri, tra cui tre squadroni del reggimento di dragoni Bibra e due battaglioni di fanteria dal Kurmainz e dallo Schrattenbach. Vi erano inoltre 1 400 fanti dalla Franconia, organizzati in un battaglione con parte dei reggimenti di fanteria Erffa e Schnebelin. L'esercito aveva inoltre degli squadroni di guardia a cavallo provenienti dai reggimenti Anspach, Oettinger e Württemberg.
Per proteggere inoltre l'assedio da possibili incursioni francesi, Luigi pose 10 battaglioni e 15 squadoni a protezione del fiume Lauter sotto la guida del margravio Cristiano Ernesto di Brandeburgo-Bayreuth, 7 battaglioni e 12 squadroni a Rastatt e 7 battaglioni e 8 squadroni nell'Alto Reno. Da giugno, l'esercito di Luigi si attestava a 32 000 fanti e 14 000 cavalieri. Gli ufficiali generali degli imperiali includevano il feldmaresciallo Hans Karl von Thüngen che aveva combattuto con Luigi nella Battaglia di Slankamen, il duca Bernardo I di Sassonia-Meiningen, il duca Carlo I Alessandro di Württemberg, il conte Giovanni Ernesto di Nassau-Weilburg, Franz Sebastian von Thürheim ed il principe Massimiliano Carlo Alberto di Löwenstein-Wertheim-Rochefort.
Di fronte al grande schieramento imperiale, i più deboli francesi erano comandati dal maresciallo Catinat, e disponevano di due battaglioni di artiglieria. Landau era difesa dal settantaduenne tenente generale Ezéchiel du Mas, conte de Mélac che comandava una guarnigione di 4 095 fanti e 240 cavalieri. Mélac era divenuto particolarmente noto per la sua brutale devastazione del Palatinato nel 1688. Oltre a diversi cannonieri, le forze di Mélac consistevano in due battaglioni del reggimento di fanteria Nettancourt, uno dei reggimenti Sarre, Bourbon e Soissonaise, due squadroni dal reggimento di cavalleria Forsac e la libera compagnia Mélac, composta quest'ultima prevalentemente da disertori del nemico. Il vice di Mélac era il generale di brigata de l'Esperoux, il comandante della fanteria era il generale du Breuil, l'ufficiale del genio era Villars ed il comandante delle fortificazioni era il tenente colonnello Colomes. Dopo che la fortezza venne circondata, un gran numero di ufficiali cercò di rinchiudersi nella fortezza o di fuggire dalla città. Il 18 maggio, il generale de Guesques ed il colonnello de Nettancourt vennero catturati dalla cavalleria palatina appena fuori dai cancelli della fortezza, mentre d'Amigny riuscì a fuggire il 16 giugno travestito da contadino. Durante l'assedio il reggimento Nettancourt venne guidato dal colonnello de Gournay.

## L'assedio

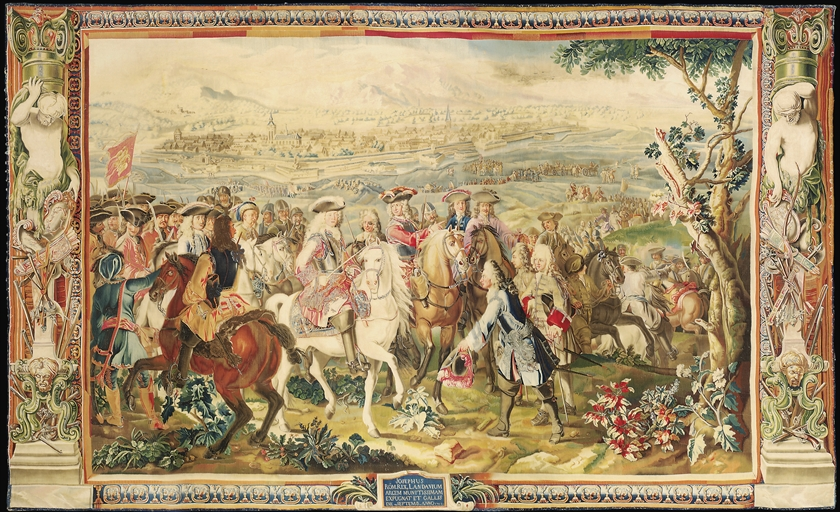
Arazzo che rappresenta l'assedio di Landau del 1702.

Il 15 giugno 1702, Luigi di Baden lasciò il suo accampamento a Langenkandel ed avanzò con la sua intera armata verso Landau. Egli dispose le proprie truppe in sei accampamenti diversi attorno alla fortezza e pose il suo quartier generale ad Arzheim. Nell'assedio che iniziò il giorno 16 giugno, vennero pianificati tre attacchi. Luigi diresse personalmente l'attacco al portale sud della fortezza. I conti di Nassau-Weilburg e Leiningen guidarono le truppe del Palatinato in un falso attacco contro i terrapieni di Queichausfluss mentre Thüngen comandò l'attacco alle fortificazioni a corona. Sfruttando le copiose risorse di munizioni, i cannonieri francesi scaricarono sulle forze imperiali un fuoco pesante ma accurato.

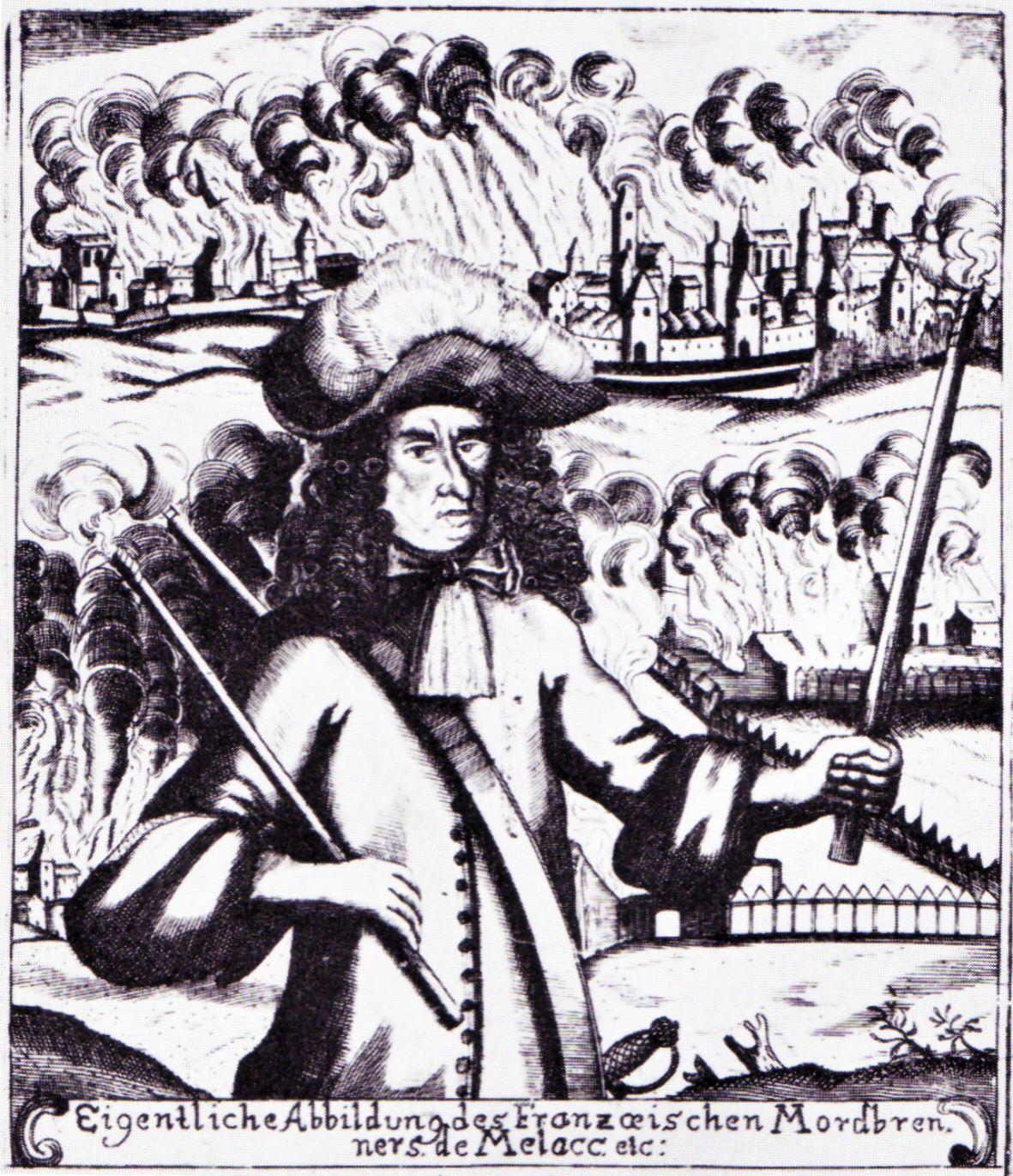
Il conte di Mélac era divenuto tristemente noto per aver bruciato numerose città e fattorie nel Palatinato nel 1688.

All'inizio dell'assedio, l'esercito imperiale non possedeva artiglieria d'assedio, ma si iniziarono comunque a scavare delle posizioni da batteria che vennero riempite con pezzi da campo, ben consci comunque che questi cannoni leggeri avrebbero potuto fare ben poco alle mura della fortezza. Dopo alcuni negoziati condotti dal principe Löwenstein, venne costituito un treno di cannoni pesanti provenienti dalle città imperiali di Augusta, Francoforte, Norimberga e Ulma. Ulteriore polvere da sparo venne provvista dalle città di Hanau e Darmstadt. Il primo convoglio composto da 42 cannoni Halb-Karthaunen, 2 cannoni Viertel-Karthaunen e 13 mortai giunse il 21 giugno. Luigi ottenne anche 20 cannonieri esperti dal Palatinato e 22 dalla Boemia, con la cui assistenza il bombardamento a Landau poté iniziare il 2 luglio. Altri 60 cannonieri boemi giunsero il 7 luglio ed alcuni vennero utilizzati per una batteria nuova da 8 cannoni che giunse il 9 luglio. In tutto l'armata di Luigi disponeva ora di 114 cannoni e 46 mortai oltre a 30 cannoni calibro 24.
Col favore della notte, i francesi tentarono una sortita con l'obbiettivo di distruggere le trincee d'assedio. Mélac personalmente guidò alcuni di questi attacchi. Un ufficiale del genio francese, di nome Rovère, si distinse e riuscì a passare le linee imperiali, ma venne scoperto e catturato l'8 luglio. Mélac riempì i fossati d'acqua il 26 luglio, data alla quale i danni alle mura della fortezza erano chiaramente visibili.

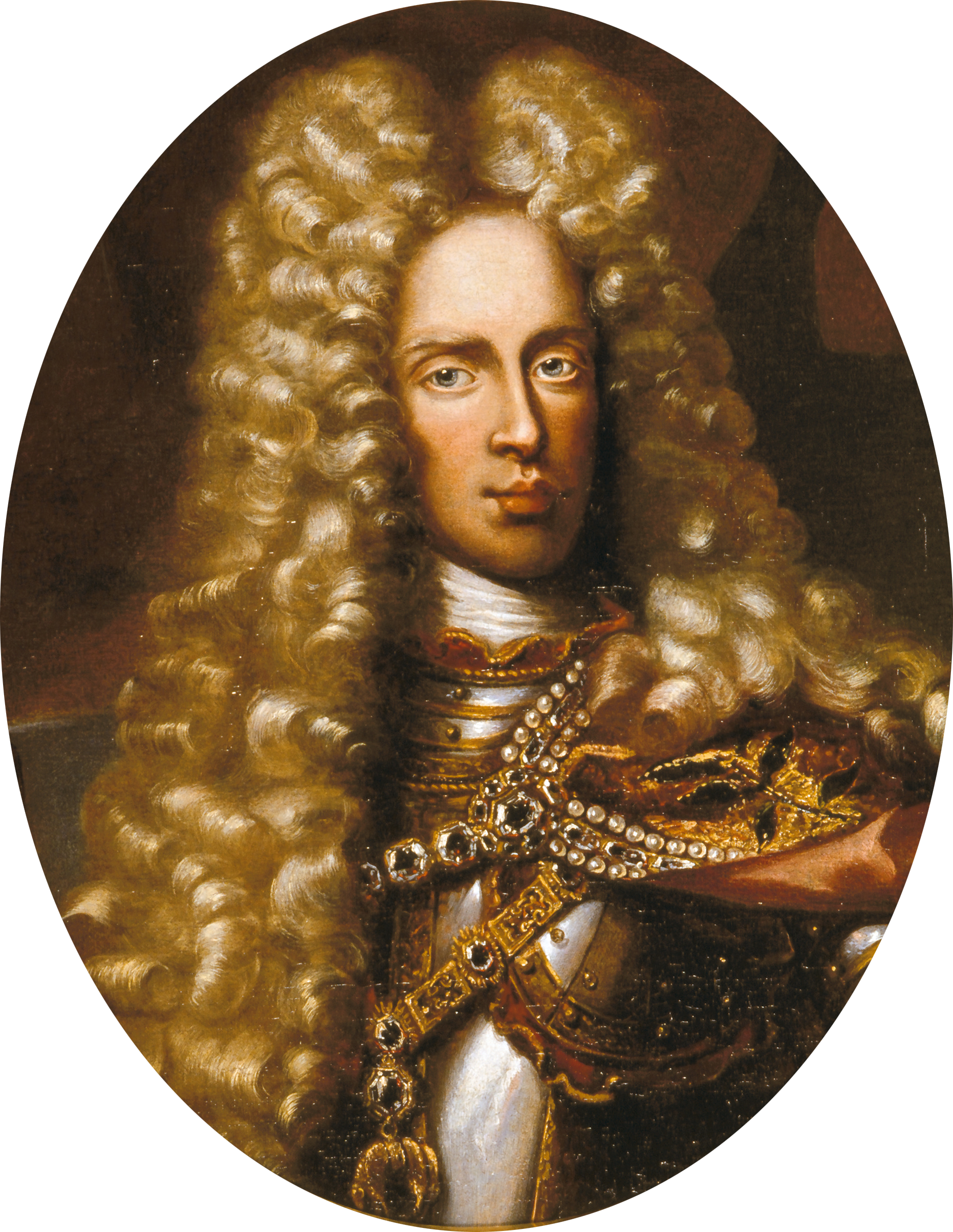
L'arciduca Giuseppe d'Asburgo

L'arciduca Giuseppe d'Asburgo, futuro imperatore, giunse a Landau con il suo entourage di 250 cortigiani il 26 luglio. Giuseppe ottenne il comando nominale dell'esercito, mentre Luigi di Baden continuò a prendere le decisioni più importanti. Due giorni dopo, quando l'armata imperiale era parata per l'ispezione dell'arciduca, Mélac ritenette che l'armata al comando di Catinat fosse a portata di mano e fece i preparativi per difendersi da un possibile assalto. Quando il comandante francese realizzò infine cosa stava succedendo, un frustrato Mélac gli inviò un messaggio chiedendogli la posizione del quartier generale dell'arciduca Giuseppe con l'ordine di bombardarlo. Giuseppe aveva saggiamente posto il proprio quartier generale molto lontano rispetto al campo di battaglia e pertanto fu salvo. L'arciduca visitò le linee d'assedio provando anche alcuni cannoni, intrattenendosi a parlare con gli uomini e gli ufficiali: si ricorda a tal punto che mentre Giuseppe stava parlando con un cannoniere questi venne colpito al petto da un proiettile francese.

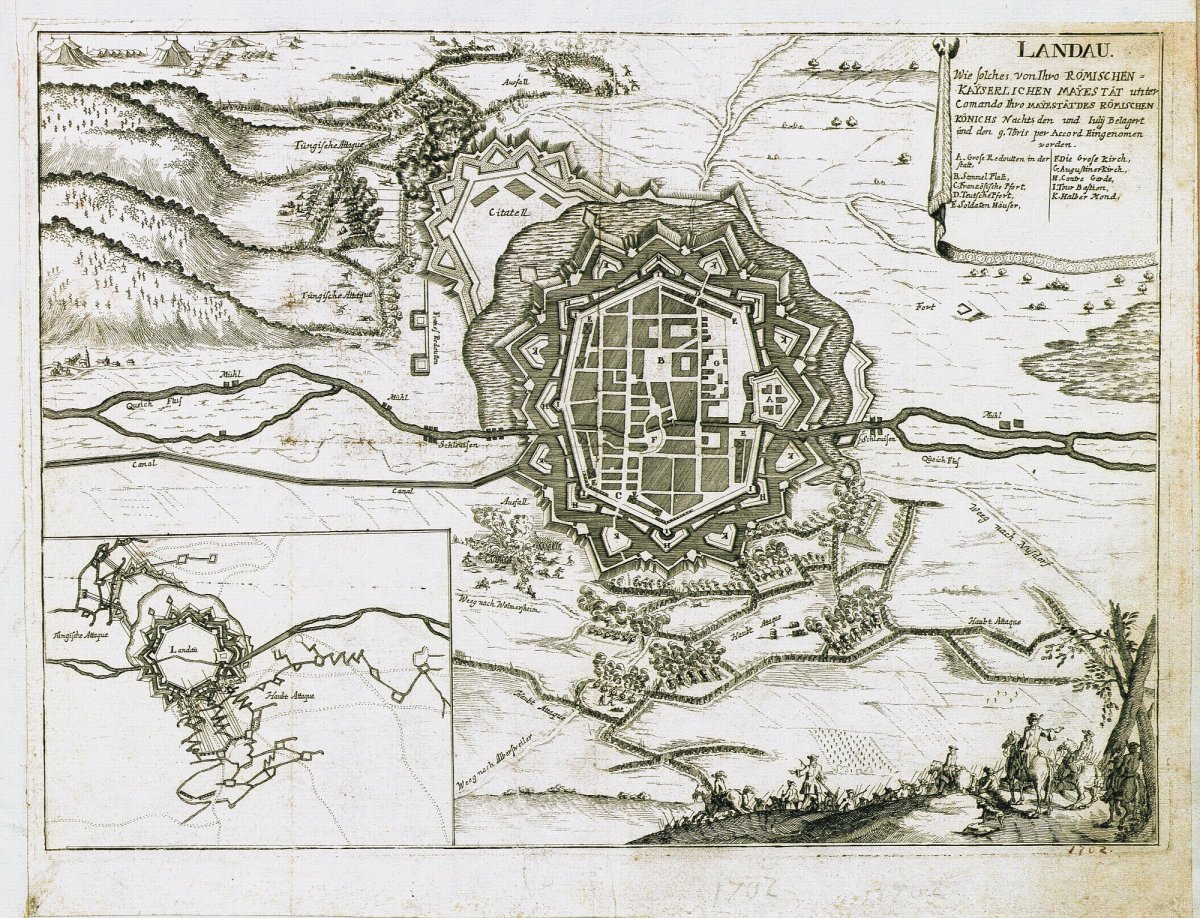
Mappa che illustra gli attacchi a Landau nel 1702 da sud e da nord-ovest. Il fiume Queich scorre da ovest a est nel mezzo della città.

Dai primi di agosto, gli assedianti realizzarono una palizzata difensiva. Alle 23,00 del 6 agosto esplose una mina francese. Immediatamente, Thürheim, il conte Herberstein e Luigi Tommaso, conte di Soissons guidarono una colonna d'assalto. Malgrado la fiera resistenza dei difensori, le truppe imperiali riuscirono ad avere la meglio. Nel contempo, le truppe di Thüngen guidate dal margravio Giorgio Federico II di Brandeburgo-Ansbach e da Prosper Ferdinand Philipp, conte di Fürstenberg-Stühlingen assaltarono le difese murarie. Le truppe imperiali persero 10 ufficiali e 500 uomini coi francesi che ebbero quasi le medesime perdite. Il 16 agosto il conte di Soissons venne ucciso da un proiettile.
La guarnigione francese iniziava a scarseggiare di munizioni, giungendo a distruggere le finestre per ricavarne il piombo dalle vetrate così da poter produrre nuovi proiettili. Disponevano di molta farina per produrre il pane necessario ma erano a corto di altri cibi e pertanto la dieta dei soldati appariva molto povera. Per pagare i propri soldati, Mélac decise di fondere la propria argenteria. All'epoca i soldati nella fortezza erano solo 1 800 Altri 900 erano morti e 800 erano ospedalizzati. Luigi XIV ed i suoi ufficiali ordinarono con urgenza a Catinat di marciare verso Landau per recuperare la situazione, ma il vecchio maresciallo si rifiutò.
Dal 30 agosto l'esercito imperiale pose le proprie batterie sul glacis con 35 cannoni e 23 mortai. Questi iniziarono a crivellare i muri del fronte principale della fortezza e una breccia venne creata l'8 settembre successivo. La corona di fortificazioni era ormai in rovina e Mélac decise pertanto di abbandonare la sua posizione. La notte del 5 settembre la corona venne evacuata lasciando una forza di soli 120 uomini. L'assalto iniziò l'8 settembre, preceduto dallo scoppio di altre mine. I difensori si ritirarono nel cuore della fortezza con due cannoni. Gli attaccanti ebbero forti perdite.
Il 9 settembre Mélac convocò un consiglio di guerra nel quale determinò la resa della fortezza. A mezzogiorno di quello stesso giorno il comandante francese levò bandiera bianca ed inviò il generale du Breuil a negoziare i termini di paces. Il 10 settembre Luigi di Baden e Mélac siglarono gli articoli della capitolazione. I sopravvissuti francesi ottennero di ritornare a casa coi pieni onori di guerra oltre a tutti i loro bagagli, due mortai e un cannone da 6 libbre, uno da 12 libbre e due da 24.

## Conseguenze
Oltre al possesso della fortezza, l'esercito imperiale fu in grado di salvare 46 cannoni e 19 mortai. Una guarnigione imperiale di sei battaglioni al comando del conte Friesen venne installata a Landau. L'arciduca Giuseppe e sua moglie compirono una visita alla città il 17 settembre prima di fare ritorno a Vienna. La popolazione di Landau soffrì molto per questo assedio: molte case risultarono distrutte come pure i mercanti che avevano perso negozi e tratte commerciali. A settembre l'Elettorato di Baviera entrò in guerra come alleato della Francia e prese Ulma. Luigi di Baden aveva optato per la conquista dell'Alsazia, ma attraversò invece il Reno per proteggere gli stati tedeschi della Germania meridionale. Catinat pose una piccola armata nelle mani di Claude Louis Hector de Villars e la inviò sulla riva orientale del fiume. Il 14 ottobre 1702 Villars sconfisse Luigi alla Battaglia di Friedlingen.
Nel 1703 la posizione imperiale peggiorò a causa della bancarotta di Samuel Oppenheimer ed al conseguente dissesto finanziario. Luigi di Baden si lamentò più volte di come le sue truppe non fossero adeguatamente pagate ed egli non era in grado di risolvere il problema. Nel frattempo l'esercito di Villars liberò la Brisgovia della armate imperiali e prese Kehl il 9 marzo 1703. Camille d'Hostun, duca di Tallard marciò dalla Mosella con un'altra armata per unirsi alle forze di Villars. Bloccato nei movimenti da Luigi di Baden alla Linea di Stollhofen, Villars si mosse ad est per collegarsi al suo nuovo alleato, l'elettore Massimiliano II Emanuele di Baviera. Luigi abbandonò la Linea di Weissenburg ai francesi senza combattere. L'idea di Tallard era quella ora di riprendere Landa all'esercito imperiale.